# Clandestine
Clandestine er et album af det svenske dødsmetal-band Entombed der blev udgivet i 1991 gennem Earache Records. Til albummet havde de hyret Johnny Dordevic som vokalist. Selvom Johnny stod nævnt på cd-coveret som vokalist viste det sig senere at det var Nicke Andersson der havde sunget alle sangene på albummet. I 1995 blev albummet genudgivet med bonusnumrene "Dusk" og "Shreds of Flesh."

## Numre
1. "Living Dead" – 4:26
2. "Sinners Bleed" – 5:10
3. "Evilyn" – 5:05
4. "Blessed Be" – 4:46
5. "Stranger Aeons" – 3:25
6. "Chaos Breed" – 4:52
7. "Crawl" – 6:13
8. "Severe Burns" – 4:01
9. "Through the Collonades" – 5:39

### Bonusnumre på genudgivelsen
1. "Dusk" – 2:41
2. "Shreds of Flesh" – 2:03

## Musikere
- Alex Hellid – Guitar
- Nicke Andersson – Trommer, vokal
- Ulf Cederlund – Guitar, bagvokal
- Lars Rosenberg – Bas